# یواس‌اس ال‌اس‌تی-۱
یواس‌اس ال‌اس‌تی-۱ (به انگلیسی: USS LST-1) یک کشتی بود که طول آن ۳۲۸ فوت (۱۰۰ متر) بود. این کشتی در سال ۱۹۴۲ ساخته شد.